# Węglik boru
Węglik boru (borokarbid), B4C – nieorganiczny związek chemiczny z grupy węglików, zbudowany z węgla i boru. Jest to czarny, krystaliczny, bardzo twardy materiał (ok. 9,5 w skali Mohsa). Otrzymywany jest przez redukcję tlenku boru w piecu łukowym. 
Znajduje zastosowanie w szlifiernictwie, gdzie zastępuje diament. Wykonuje się też z niego pręty kontrolne do reaktorów jądrowych, np. typu RBMK. Używany jest też w kamizelkach kuloodpornych i pancerzach czołgów.
Jest niezwykle odporny chemicznie, z chlorem i tlenem reaguje dopiero w temperaturze powyżej 1000 °C.
W 1943 roku Clark i Hoard ustalili, że elementami strukturalnymi w węgliku boru są proste łańcuchy utworzone z trzech atomów węgla oraz grupy złożone z dwunastu atomów boru ułożonych w narożach niemal regularnego dwudziestościanu.
- Numer WE: 235-111-5
- Zapach: bezwonny
- Temperatura utleniania: 500 °C[potrzebny przypis]